# Шале (Беле)
Шале (фр. Chaley) је насељено место у Француској у региону Рона-Алпи, у департману Ен (Рона-Алпи).
По подацима из 2011. године у општини је живело 133 становника, а густина насељености је износила 28,91 становника/km².

## Демографија
| 1962. | 1968. | 1975. | 1982. | 1990. | 2011. |
| ----- | ----- | ----- | ----- | ----- | ----- |
| 276   | 278   | 171   | 106   | 107   | 133   |